# Melick
Melick (limburgisch Melik) ist ein am nördlichen Rand der Niederterrasse der Rur gelegenes Dorf in der niederländischen Provinz Limburg. Das Dorf ist ein Ortsteil der Gemeinde Roerdalen und hat rund 3.705 Einwohner.
Melick ist als Mederiacum bereits seit der Römerzeit bekannt. In einer Urkunde des Jahres 943 wurde Melick mit Malialicol bezeichnet.

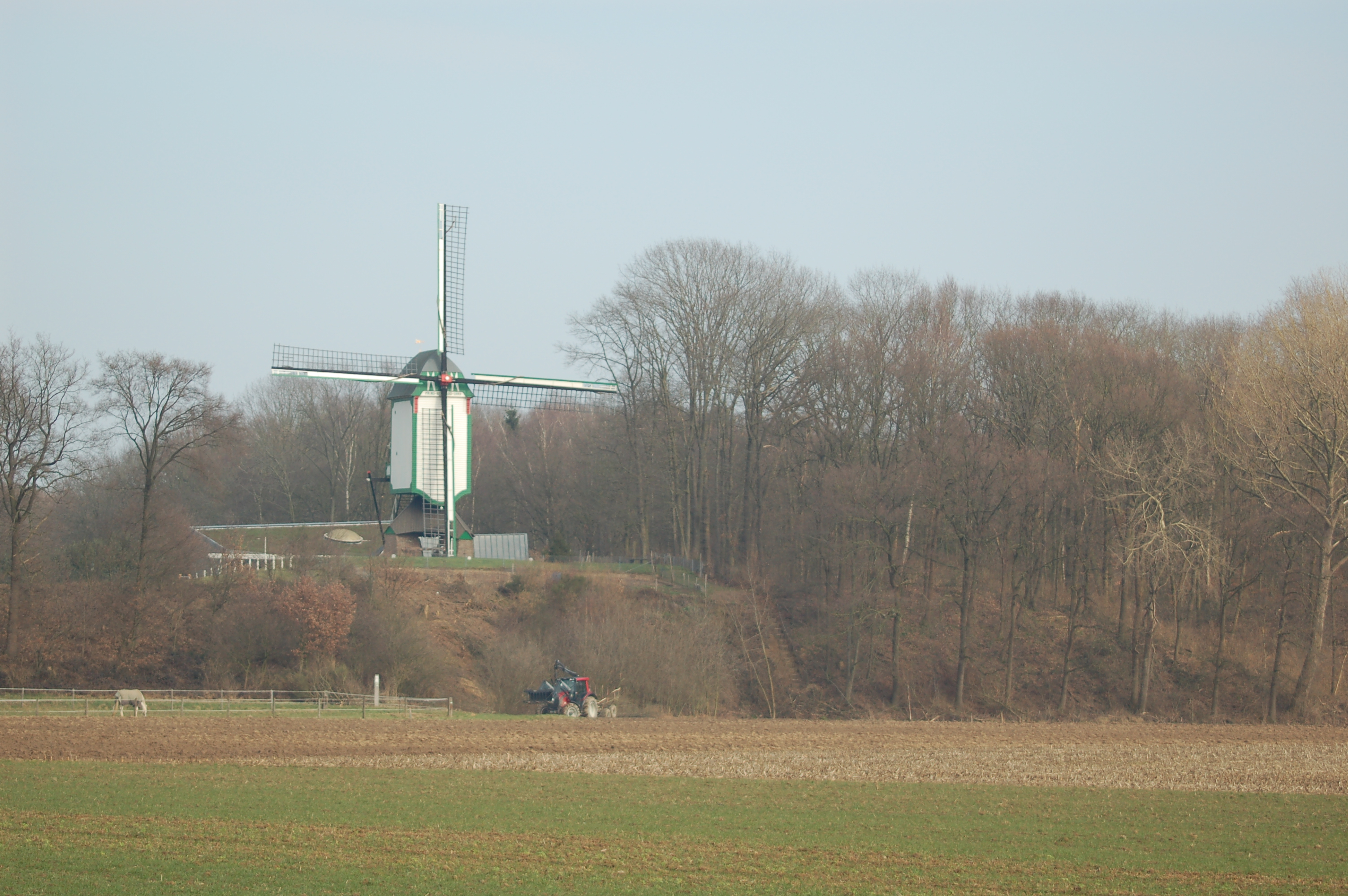
Die Prinz-Bernhard-Mühle am Rande von Melick, eine nach Kriegszerstörung am Ende des 20. Jahrhunderts funktionsfähig wiederaufgebaute Bockwindmühle

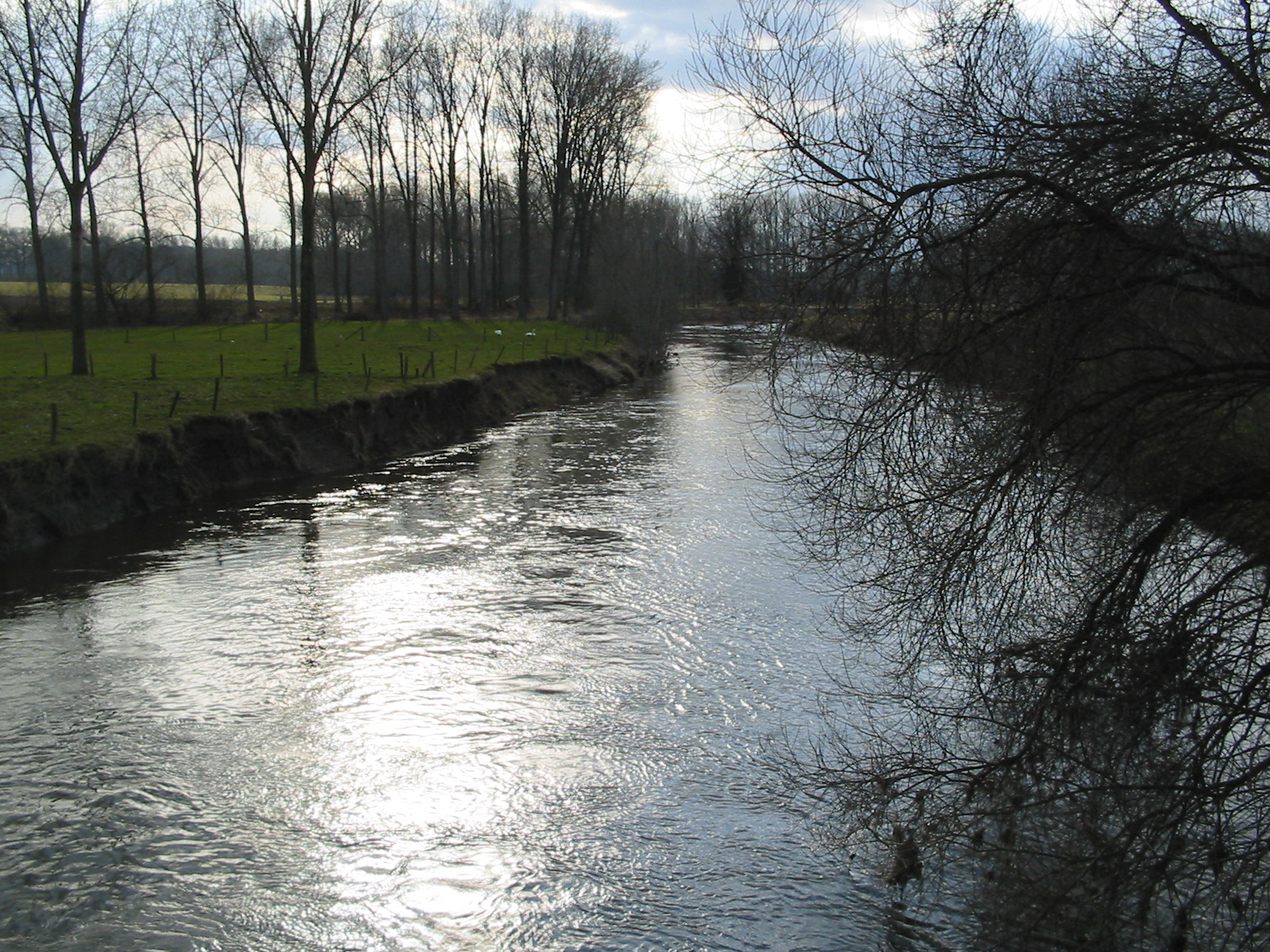
Die Rur bei Melick